# (5982) Polykletus
(5982) Polykletus es un asteroide perteneciente al cinturón de asteroides, región del sistema solar que se encuentra entre las órbitas de Marte y Júpiter, descubierto el 13 de mayo de 1971 por Cornelis Johannes van Houten en conjunto a su esposa también astrónoma Ingrid van Houten-Groeneveld y el astrónomo Tom Gehrels desde el Observatorio del Monte Palomar, Estados Unidos.

## Designación y nombre
Designado provisionalmente como 4862 T-1. Fue nombrado Polykletus en homenaje al escultor griego Policleto de Argos. Junto con Fidias, fue el escultor más importante de su tiempo. No queda nada de su trabajo original, pero se nos entregan muchas copias antiguas e imágenes en monedas, así como descripciones escritas detalladas.

## Características orbitales
Polykletus está situado a una distancia media del Sol de 2,751 ua, pudiendo alejarse hasta 3,295 ua y acercarse hasta 2,207 ua. Su excentricidad es 0,197 y la inclinación orbital 11,38 grados. Emplea 1666,98 días en completar una órbita alrededor del Sol.

## Características físicas
La magnitud absoluta de Polykletus es 12,7. Tiene 7,362 km de diámetro y su albedo se estima en 0,271. 